# Мортон (остров)
Мо́ртон (англ. Moreton Island) — остров у юго-восточного побережья Квинсленда, Австралия. Население острова составляет 298 человек (2011 год).

## География
Мортон занимает территорию приблизительно 186 км². Протяжённость с севера на юг составляет 37 км, максимальная ширина — 13 км. С востока омывается Коралловым морем, с запада — заливом Мортон от которого остров получил название 28 июля 1799 года благодаря Мэтью Флиндерсу. Высшая точка острова, холм Tempest, имеет высоту 280 метров. 98 % территории острова находится в одноимённом национальном парке. На западном побережье расположен курорт Тангалума.

## Население
Население острова составляет 298 человек (2011 год). Плотность населения — 1.6 чел/км². Остров разделён на четыре района. Основной — Мортон-Айленд и ещё три на западной части острова:Булвер, Курингал Коуэн Коуэн. Остров связан с Брисбеном автомобильным паромом. Общественного транспорта на Мортоне нет.

## Туризм
Остров Мортон популярен у любителей дайвинга. Здесь имеются кемпинги для туристов.

## Галерея

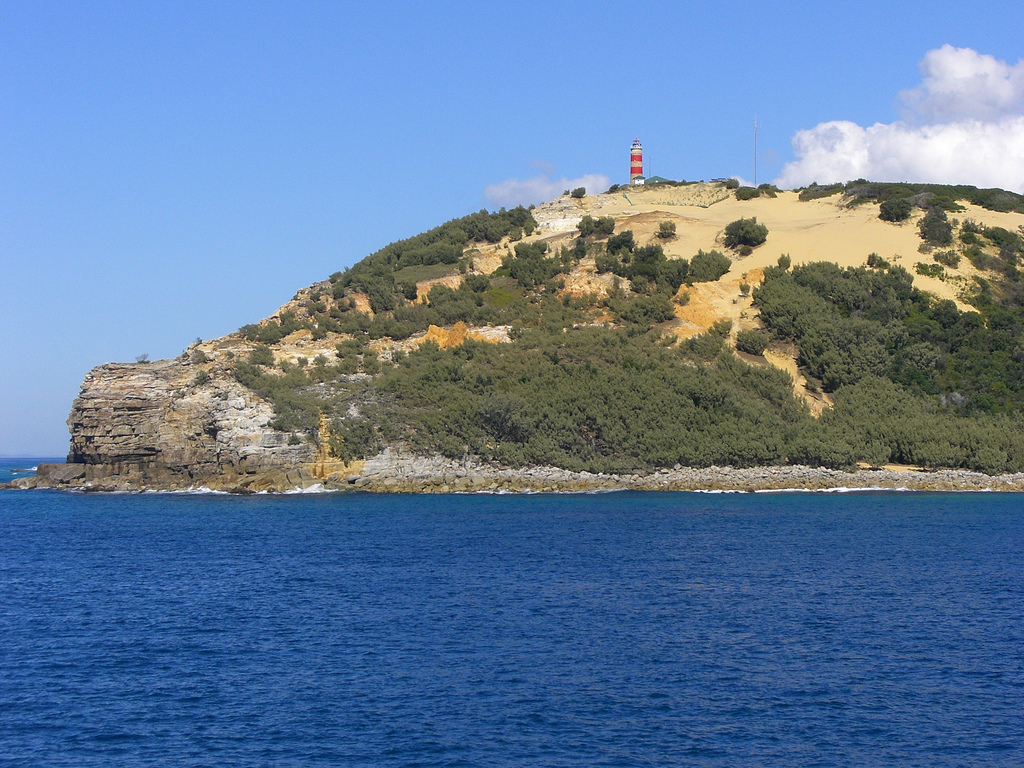
Маяк на Мортоне
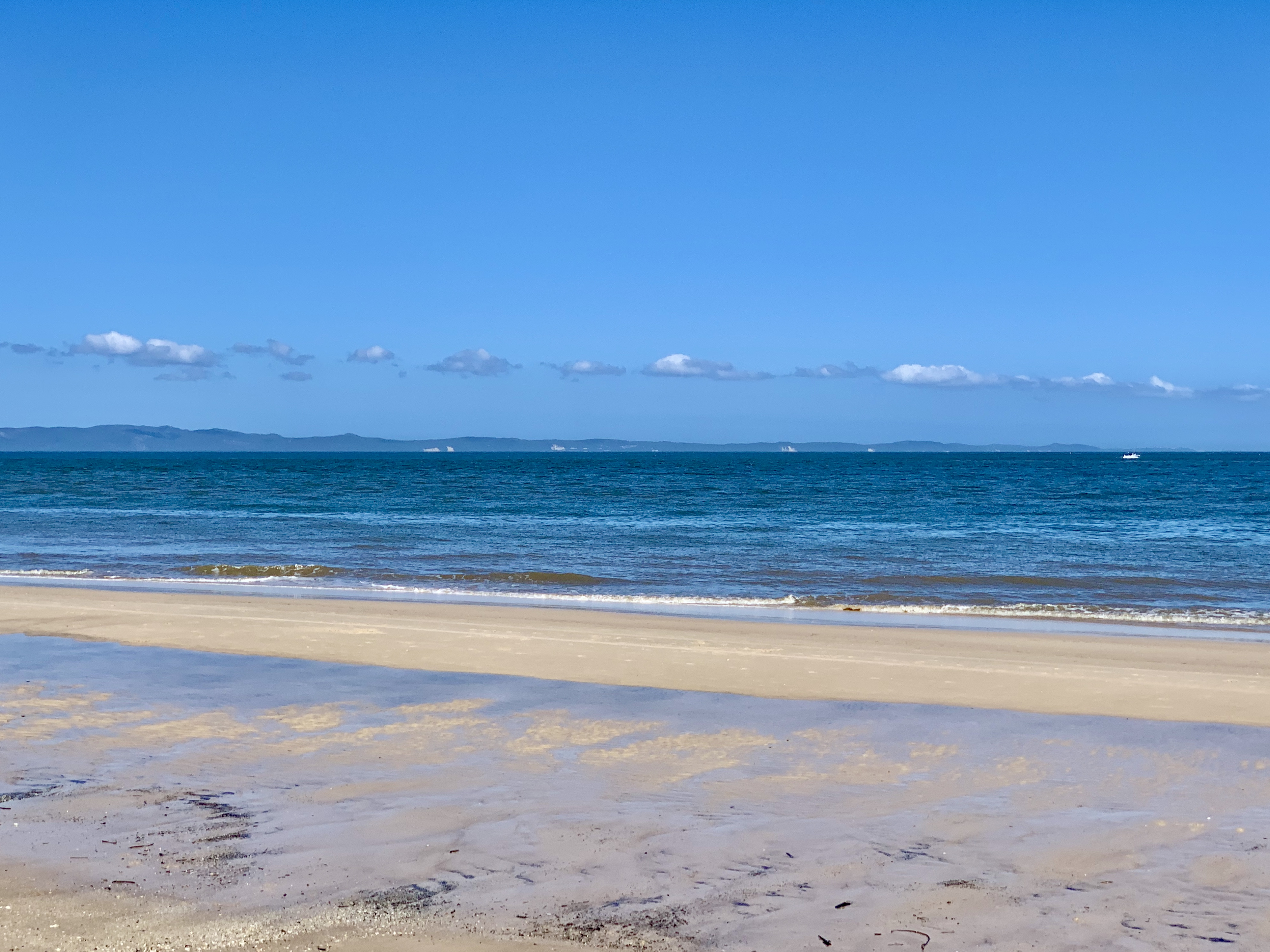
Побережье острова
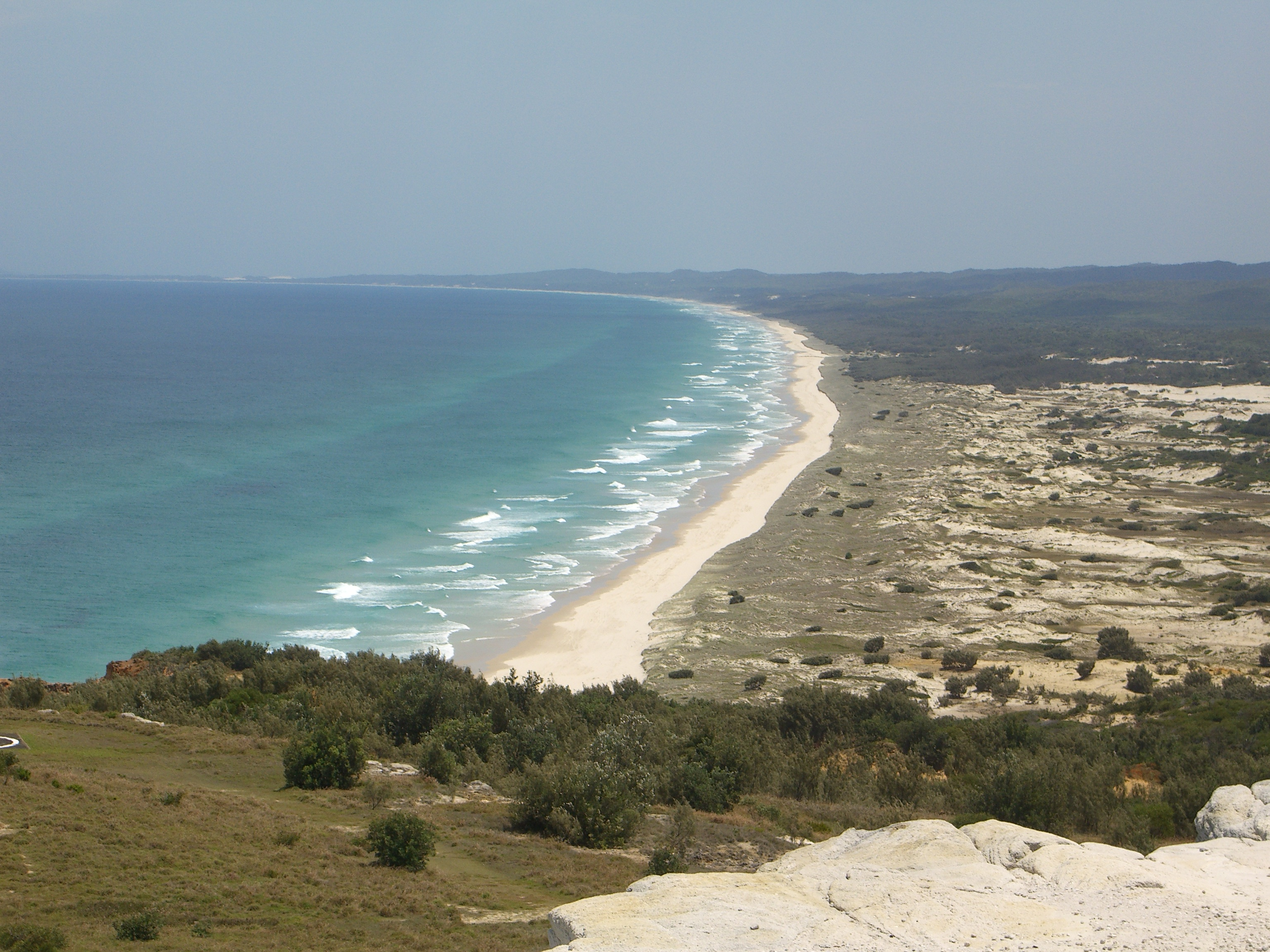
Пляж на острове Мортон
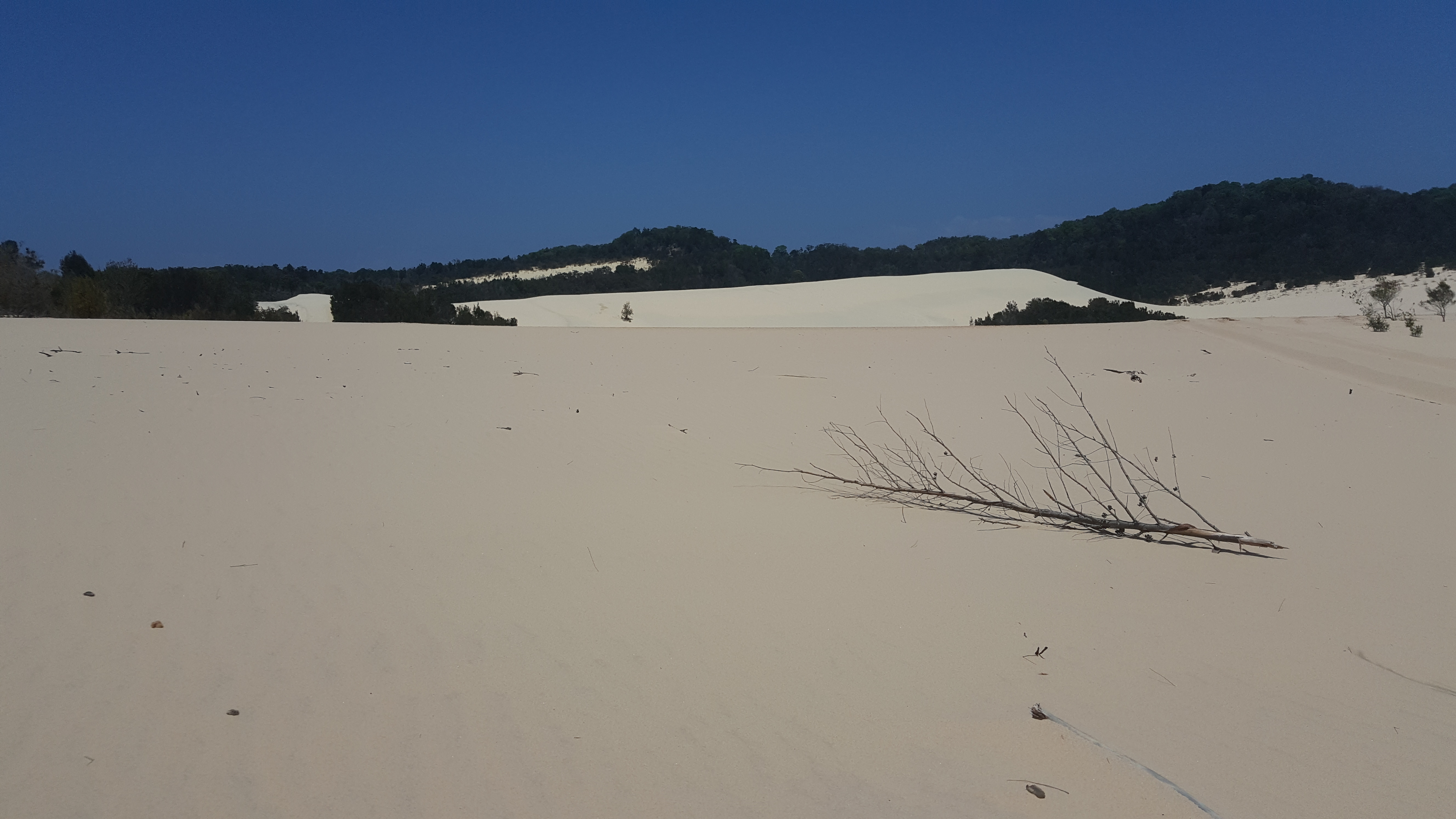
Песчаные дюны